# Radio Plus Lipiany

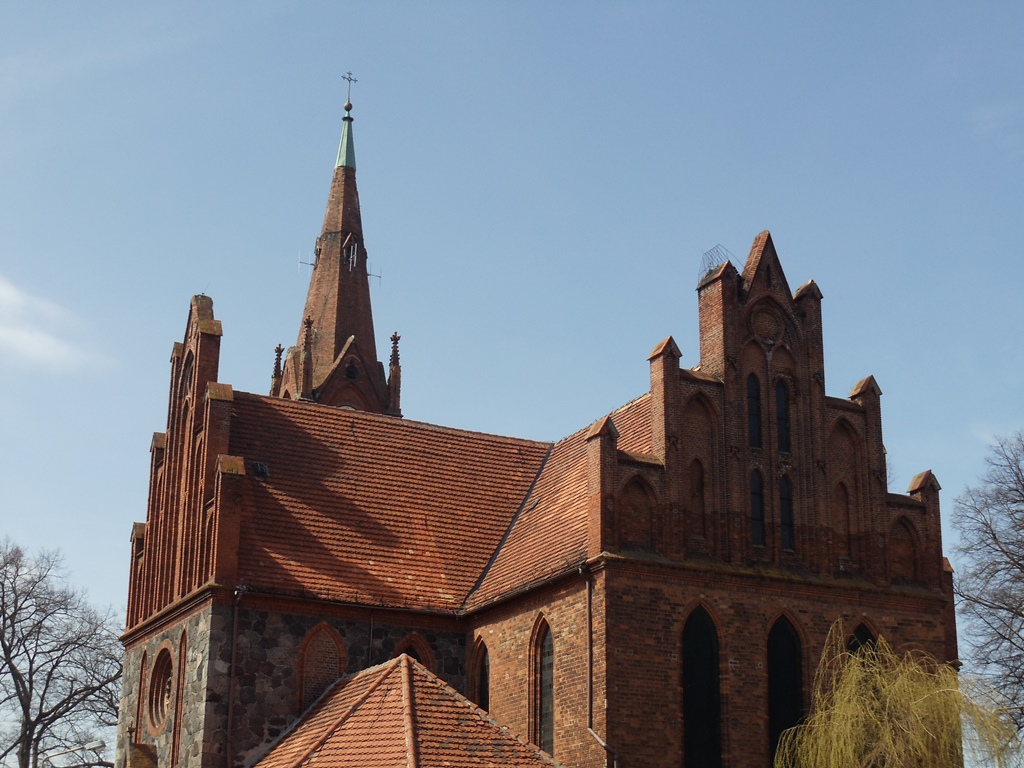
Kościół Wniebowzięcia NMP z widocznymi na wieży antenami Radia Plus Lipiany

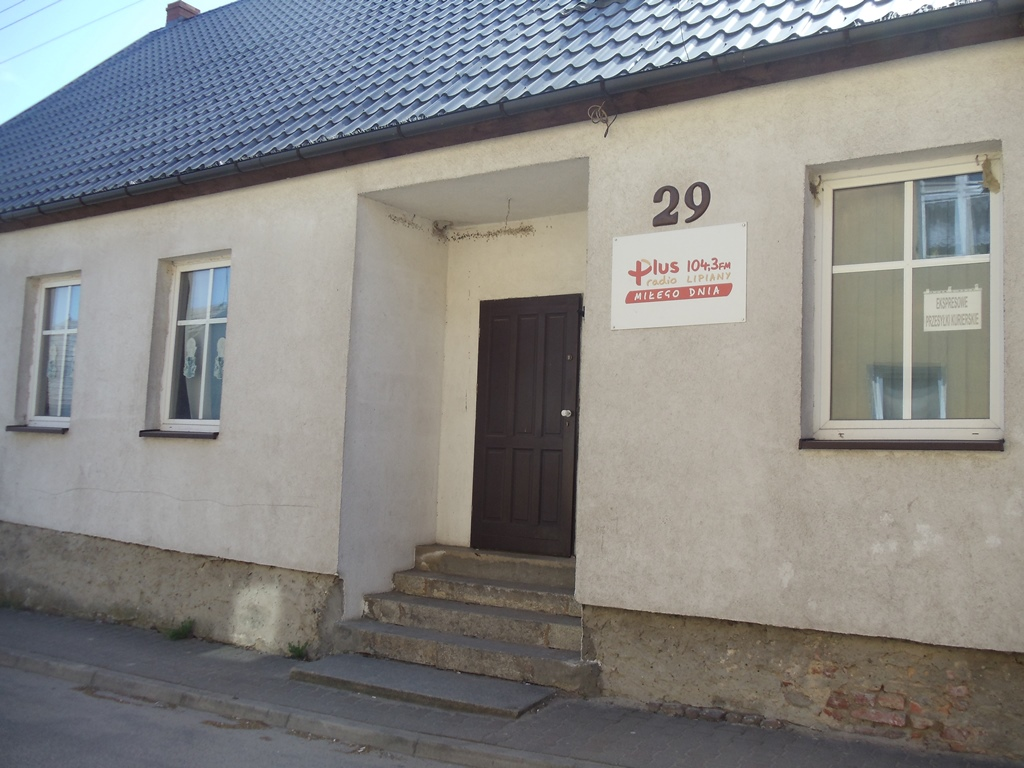
Redakcja Radia Plus Lipiany

Radio Plus Lipiany – nieistniejąca katolicka stacja radiowa archidiecezji szczecińsko-kamieńskiej, mająca siedzibę w Lipianach przy ul. Kościuszki 29. Stacja należała do sieci Radia Plus.

## Historia
Emisja radiowa rozpoczęła się 18 sierpnia 1991 roku na częstotliwości 72,65 MHz, wtedy jako Katolickie Radio FM Lipiany. W czerwcu 1998 roku stacja została przejęta przez Radio Plus i od tego momentu nadawała jako Radio Plus Lipiany. W styczniu 2000 roku wyłączono nadajnik dolnego UKF-u, a pozostawiono ten na górny UKF pracujący od 1998 roku na częstotliwości 104,3 MHz. Od 13 do 31 października 2005 roku nadawała jako Radio Łagodne Przeboje Lipiany. W latach 2005–2010 stacja należała do sieci radia Vox FM. Od 2010 roku do końca istnienia ponownie nadawała jako Radio Plus Lipiany.
31 grudnia 2022 radio zakończyło nadawanie. Archidiecezja szczecińsko-kamieńska będąca właścicielem stacji poinformowała, że decyzja podyktowana była względami ekonomicznymi.

## Zasięg
Radio Plus Lipiany nadawało na częstotliwości 104,3 MHz z wieży Kościoła Wniebowzięcia NMP w Lipianach. Nadajnik miał moc 2 kW. Takie parametry pozwalały na pokrycie terenów w promieniu ok. 30 km od Lipian, trafiając do mieszkańców powiatów pyrzyckiego, myśliborskiego, częściowo także choszczeńskiego, stargardzkiego i gorzowskiego w województwie lubuskim. W zasięgu, prócz Lipian znajdowały się takie miejscowości jak: Myślibórz, Pyrzyce, Barlinek, Pełczyce, Chojna, słabiej Gryfino, Stargard, a nawet Szczecin czy Gorzów Wielkopolski.